# Хан (Кызылординская область)
Хан (каз. Хан) — село в Аральском районе Кызылординской области Казахстана. Входит в состав Аманоткельского сельского округа. Код КАТО — 433233700.

## Население
В 1999 году население села составляло 73 человека (43 мужчины и 30 женщин). По данным переписи 2009 года, в селе проживало 90 человек (48 мужчин и 42 женщины).